# Две тысячи рублей
Две ты́сячи рубле́й (2000 рубле́й) — банкнота Российской Федерации, введена в оборот 12 октября 2017 года. Поступила в банковскую сеть страны в декабре 2017 года.

## История
В феврале 2015 года рекламное агентство PROVODA инициировало сбор подписей под петицией в Банк России с просьбой выпустить новую банкноту достоинством две тысячи рублей с изображённым на ней Владивостоком. Идеей инициативы послужила песня группы «Мумий Тролль» «Владивосток 2000» с альбома 1997 года «Морская». Дальневосточное главное управление Центрального банка РФ в ответ официально объявило о том, что в России не будет выпускаться банкнота достоинством в две тысячи рублей, поскольку номинальный ряд банкнот Банка России полностью удовлетворяет потребностям наличного денежного обращения. В августе 2015 года китайское информационное агентство «Синьхуа» опубликовало новость об официальном хождении российского рубля наравне с юанем в приграничном уезде Суйфэньхэ, подкрепив новость изображением несуществующей на то время банкноты в две тысячи рублей.
В 2016 году Банк России объявил конкурс символов на новые банкноты достоинством 200 и 2000 рублей, который проводился с июня по октябрь. Объявление победителей конкурса было опубликовано на сайте твоя-россия.рф. Победителями были объявлены участники «Дальний Восток» и «Севастополь». Также объявлено, что победители конкурса будут изображены на банкнотах в 200 и 2000 рублей. Какой из двух победителей будет изображён на банкноте в 200 рублей, а какой — на банкноте в 2000 рублей, должен был определить Совет директоров Банка России. Символами Дальнего Востока были выбраны космодром Восточный и Русский мост. Символами Севастополя были выбраны Херсонес Таврический и Памятник затопленным кораблям. Итоги конкурса были объявлены 7 октября 2016 года в прямом эфире телеканала «Россия 1».
1 февраля 2017 года на сайте Банка России появилось сообщение о том, что Совет директоров Банка России принял решение об оформлении банкнот номиналами 200 (изображение Херсонеса и памятника затопленным кораблям) и 2000 рублей (мост на остров Русский и космодром Восточный).
12 октября 2017 года новые денежные знаки были выпущены в оборот. С 18 ноября 2019 года банкоматы, расположенные в зданиях и на территории высших учебных заведений России, стали заправляться на выдачу наличных банкнотами этого номинала вместо ранее использовавшегося стандартного номинала 5000 рублей.

## Использование новых технологий при выпуске банкнот
Первый заместитель председателя правления Банка России Георгий Лунтовский в июне 2017 обратился к прессе с сообщением о том, что в банкнотах нового образца будут использованы новые технологии, которые коснутся безопасности и удобства пользования банкнотами незрячими и слабовидящими людьми.
При создании банкнот 200 и 2000 рублей использовался шрифт Segoe Ui от Microsoft.
Предприятие «Гознак» разработало мобильное приложение «Банкноты 2017», которое позволяет больше узнать о дизайне и признаках подлинности новых банкнот, а также при помощи камеры мобильного устройства проверить каждую конкретную банкноту на наличие защитных элементов. Приложение может быть установлено лишь на небольшое количество наиболее современных устройств. На банкнотах с лицевой стороны имеется QR-код со ссылкой на страницу Центробанка с описанием защитных элементов банкнот.

### Элементы защиты банкноты
Банкнота напечатана на бумаге изготовленной из хлопка с полимерной пропиткой в которую внедрены полимерные цветные волокна серого цвета, и с участками красного и синего цветов флюоресцирующие оранжевым цветом в ультрафиолетовом свете, а также металлизированная лента с голографическими надписями видная с лицевой стороны банкноты в оконцах фигурной формы и на просвет. Серия (две буквы русского алфавита и номер (9 цифр) банкноты отображены на обратной стороне 2 раза.
На банкноте имеются изображения видимые невооружённым глазом:
в видимом спектре:
- с лицевой стороны: герб России, Русский мост с машинами на нём и кораблём под ним, летящая чайка над мостом, стилизованное изображение Русского моста на фоне солнца и волн, здание Дальневосточного федерального университета;
- с обратной стороны: стартовый комплекс космодрома «Восточный», контур географической карты Дальнего Востока России, силуэт дальневосточного леопарда;

в инфракрасном диапазоне:
- с лицевой стороны: стилизованное изображение Русского моста на фоне солнца и волн;
- с обратной стороны: силуэт дальневосточного леопарда;

в ультрафиолетовом диапазоне: флуоресцирующий оранжевый символ рубля (₽) в круге на лицевой стороне.

Также, на банкнотах имеются следующие защитные элементы (перечислены некоторые из дополнительных элементов защиты свойственные всем банкнотам номиналом 2000 рублей образца 2017 года):
- на просвет: водяной знак с более светлыми и тёмными участками со стилизованным изображением Русского моста на фоне солнца и волн и номинал «2000», светлые надписи «ЦБ РФ» на тёмном фоне металлизированной ленты;
- рельефные, осязаемые пальцами элементы лицевой стороны: тройные штрихи по краям, тёмная и цветопеременная цифры «2000», надписи «БИЛЕТ БАНКА РОССИИ» и «ДВЕ ТЫСЯЧИ РУБЛЕЙ»;
- элементы с оптическими переменными эффектами на лицевой стороне:

 — цветопеременная надпись на лицевой стороне: при взгляде под острым углом к плоскости банкноты смена цветов цифр одного из трёх номиналов «2000» (на однотонном заштрихованном фоне с контурной надписью «РОССИЯ»);
 — в стилизованном изображении Русского моста на фоне солнца и волн светоотражающее цветное кольцо на фоне солнца «перемещается» в зависимости от угла обзора;
 — скрытое изображение символа рубля с КИПП-эффектом, тёмный или светлый символ становится виден на светлом или тёмном фоне при взгляде под острым углом к плоскости банкноты с разных сторон;
 — на металлизированной ленте под прямым углом видны чередующиеся тёмные символы «₽» и светлые числа «2000», при изменении угла взгляда каждые цифры чисел «2000» «движутся» в разные стороны, при некоторых углах зрения каждое число «2000» заменяется двумя символами «₽» на радужном фоне;
- фоновые изображения формируются микротекстами «ВЛАДИВОСТОК», «2000РУБЛЕЙ», «2000», «БАНКРОССИИ», «КОСМОДРОМВОСТОЧНЫЙ» и графическими микроэлементами на темы космоса (скафандр, звёзды, планеты и т. д.), флоры и фауны Дальнего Востока (части растений, животные), моря (штурвалы, чайки, кораблик и т. д.);
- дополнительные элементы видные также в инфракрасном свете более тёмными: с лицевой стороны — стилизованное изображение Русского моста на фоне солнца и волн, видимая часть металлизированной ленты, 5 прямоугольников возле тёмного номинала «2000» (невидимого в инфракрасном свете), часть фона светлого номинала «2000», на обратной стороне — фон и силуэт дальневосточного леопарда (со светлым контуром), серии и номера банкноты.

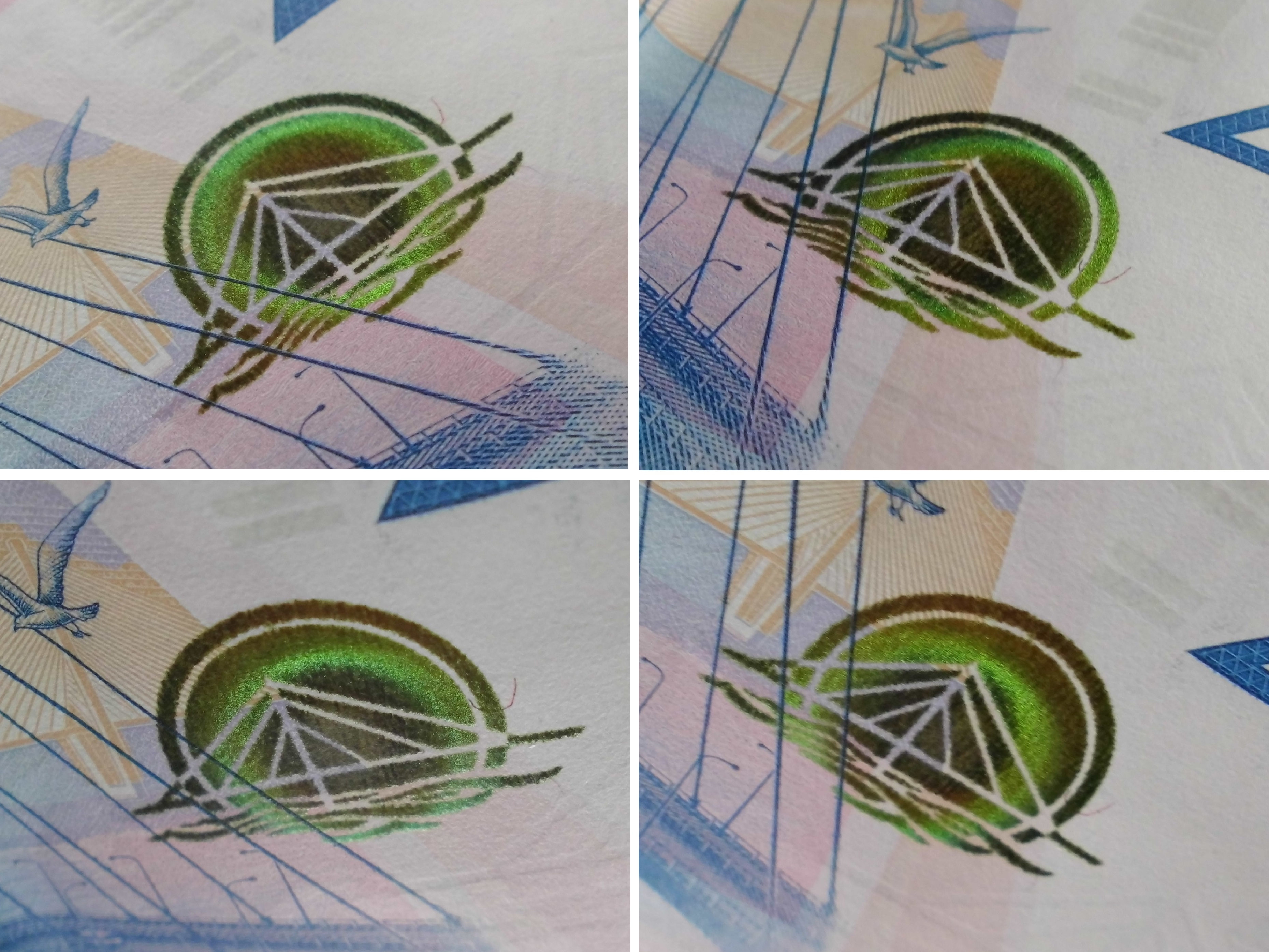
«Перемещающееся» кольцо
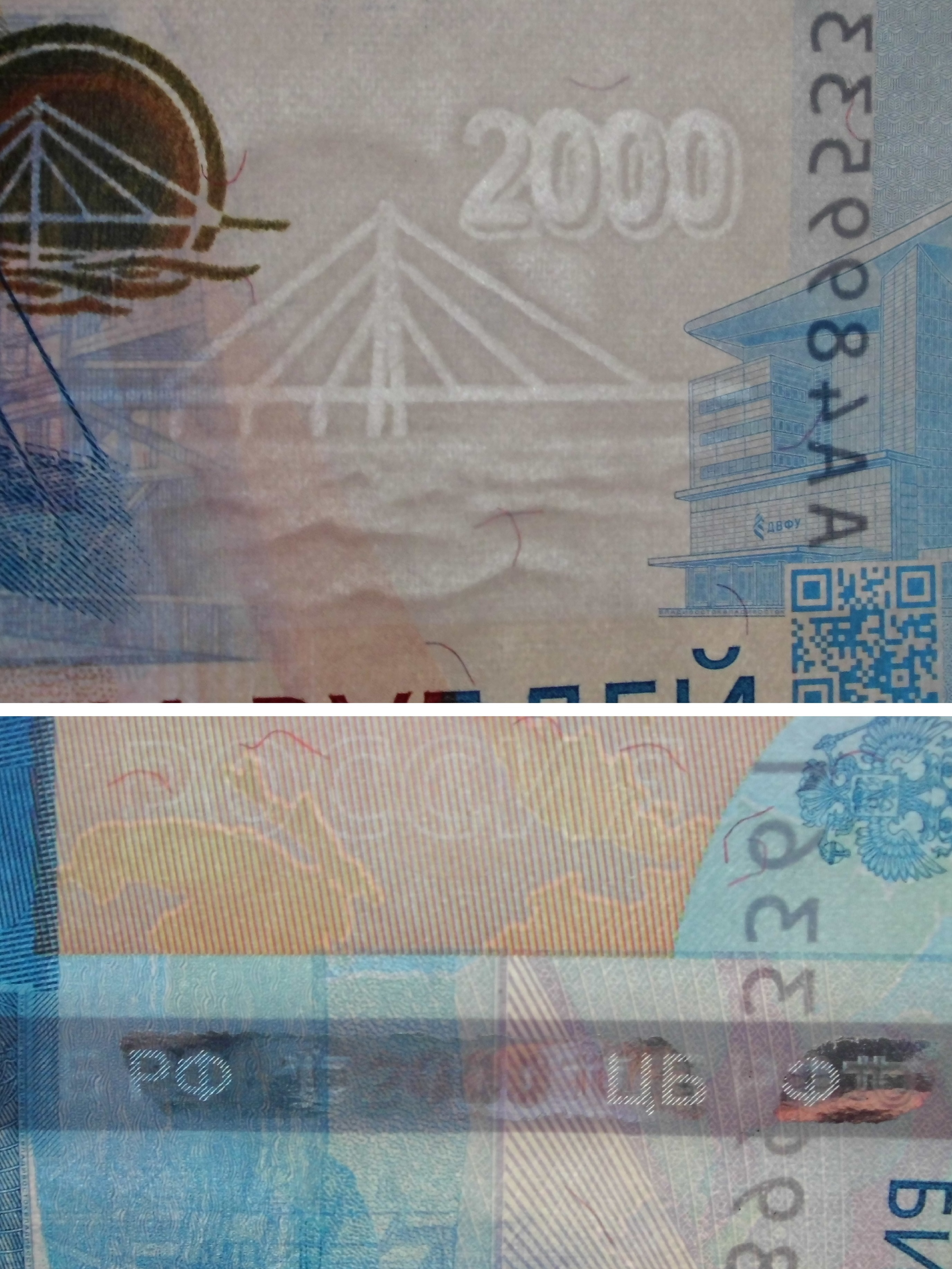
На просвет
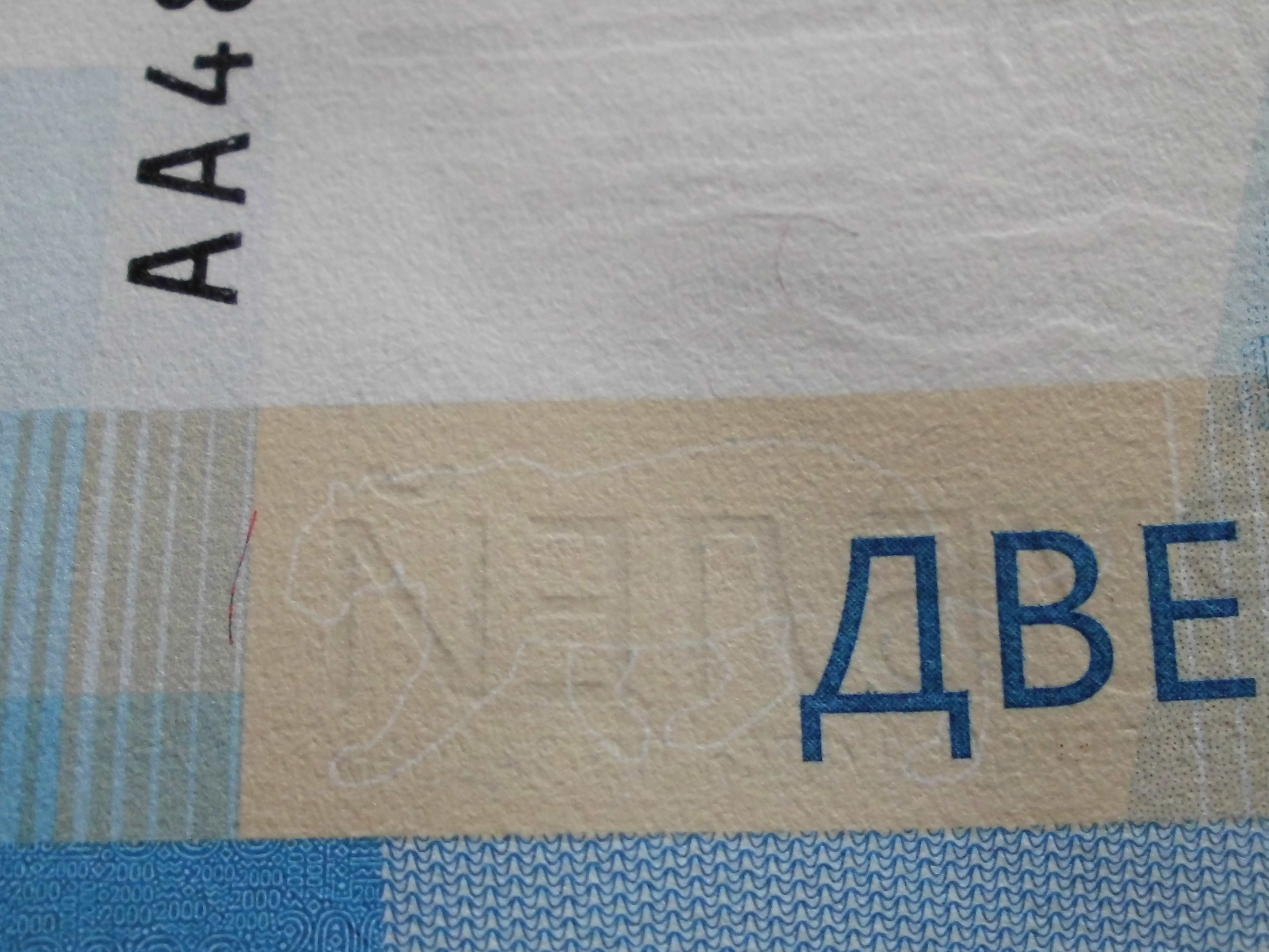
Дальневосточный леопард в видимом диапазоне
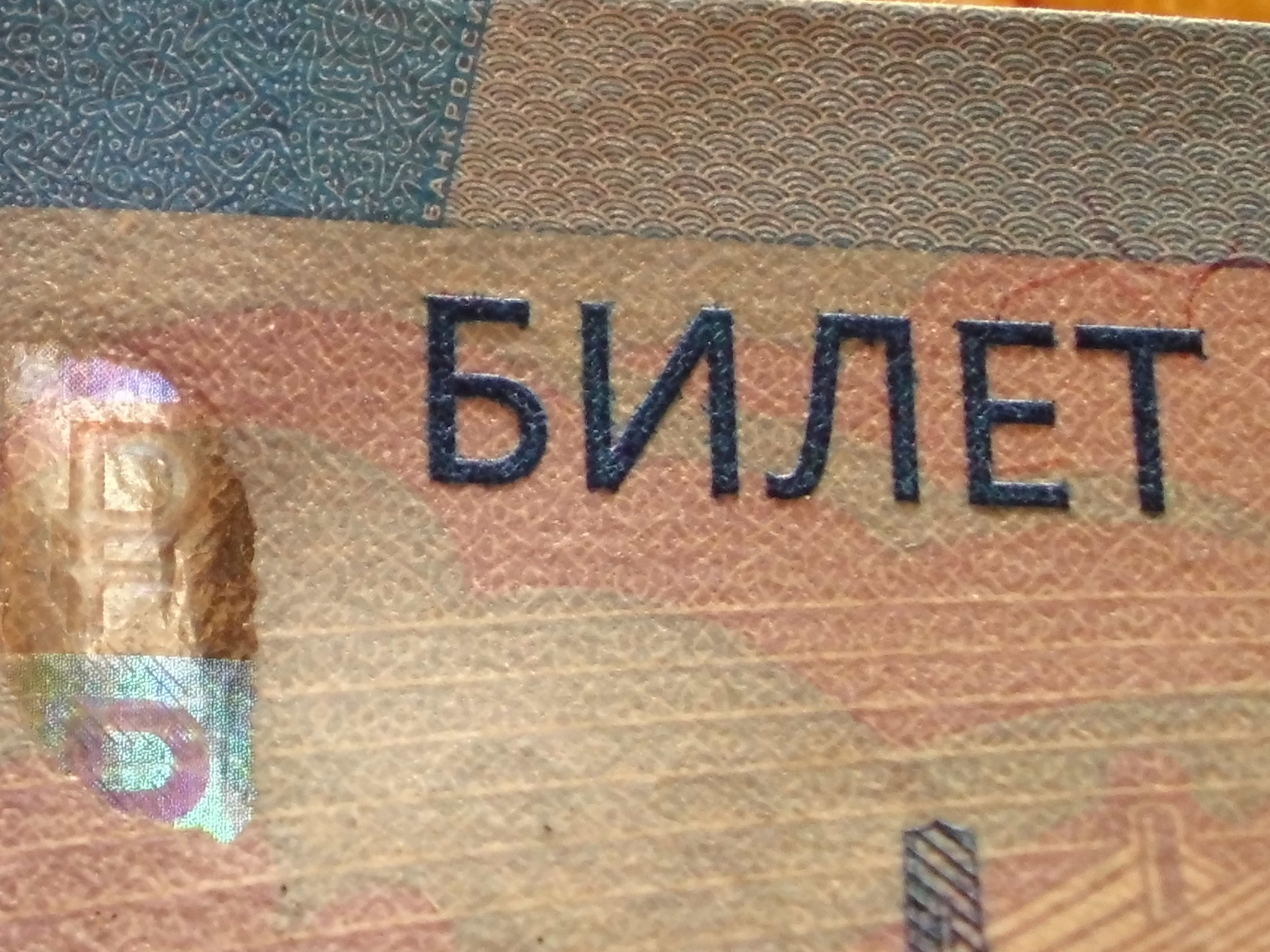
Рельефный текст
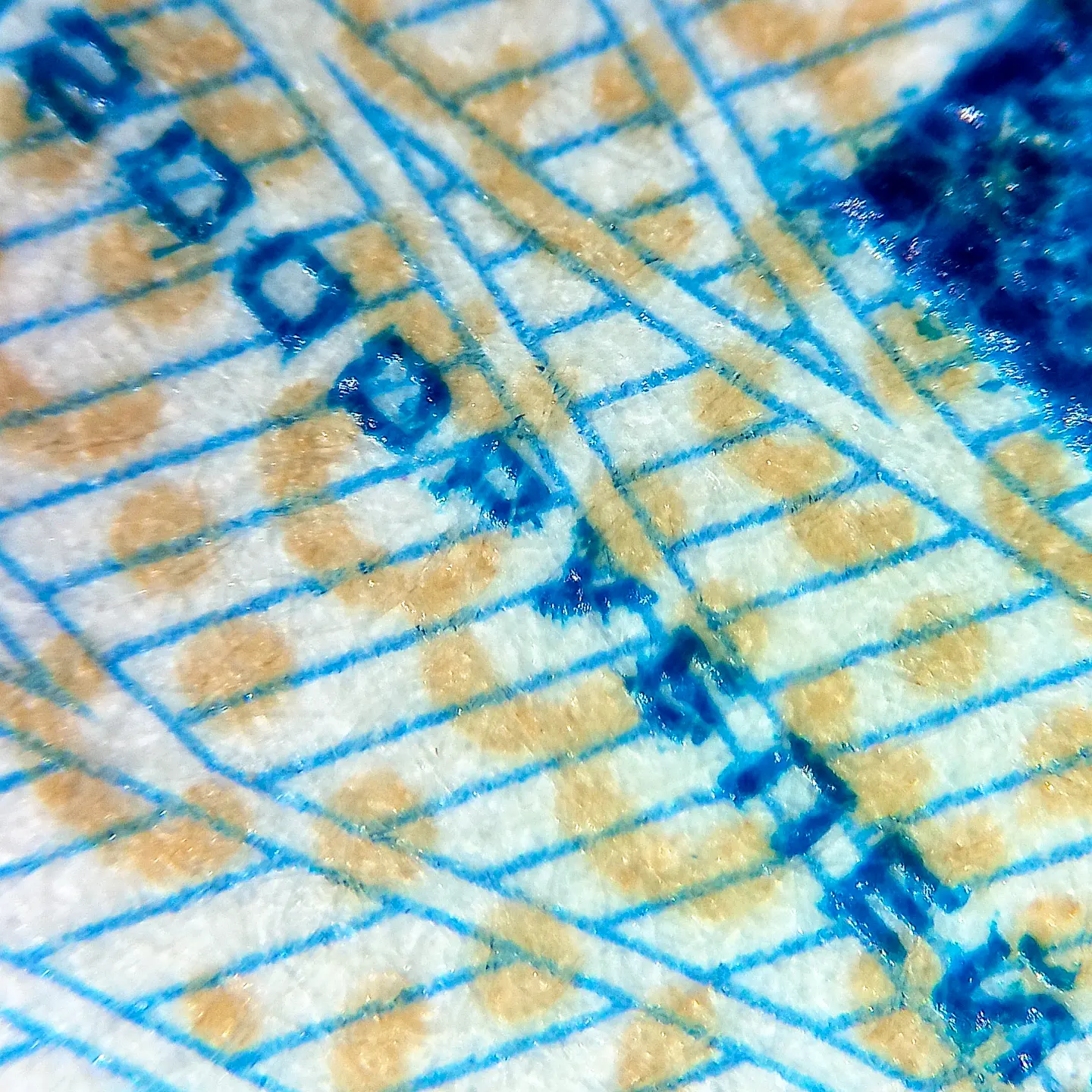
Микротекст «2000 рублей» под микроскопом (высота символов около 0.2 мм)

## Критика

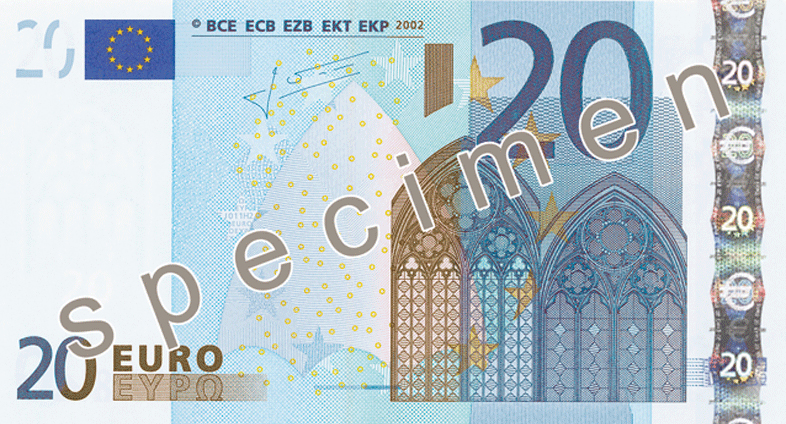
Банкнота 20 евро

После выпуска банкнота подверглась критике. Отмечалось, что она очень похожа на банкноту в 20 евро, а остров Сахалин изображён в виде полуострова.
Дизайнер Артемий Лебедев раскритиковал дизайн новых банкнот номиналом 200 и 2000 рублей. В частности, минусами новых банкнот он назвал пустоты, «мост в никуда», плохие компьютерные эффекты и клип-арт.